# Meszniak
Meszniak (deutsch Louisenhof) ist ein Ort in der polnischen Woiwodschaft Ermland-Masuren und gehört zur Landgemeinde Górowo Iławeckie (Landsberg) im Powiat Bartoszycki (Kreis Bartenstein) – bis 1945 zum Kreis Preußisch Eylau in Ostpreußen.

## Geographische Lage
Meszniak liegt im Nordwesten der Woiwodschaft Ermland-Masuren, 24 Kilometer südwestlich der früheren und jetzt auf russischem Staatsgebiet gelegenen Kreisstadt Preußisch Eylau (russisch Bagrationowsk) bzw. 36 Kilometer westlich der heutigen Kreismetropole Bartoszyce (deutsch Bartenstein).

## Geschichte
Ende des 18. Jahrhunderts wurde der kleine Ort Louisenhof gegründet. Es handelte sich um ein Vorwerk zum Gutsdorf Klein Steegen (polnisch Stega Mała), das ab 1818 zum ostpreußischen Kreis Preußisch Eylau, Regierungsbezirk Königsberg, gehörte. Der Gutsort wurde 1928 zusammen mit Groß Steegen (polnisch Stega Wielka) in Alt Steegen umbenannt.
Als 1945 in Kriegsfolge das gesamte südliche Ostpreußen an Polen fiel, wurde Louisenhof wieder verselbständigt und erhielt die polnische Namensform „Meszniak“.  Doch fand der Ort keine neue Besiedlung und wurde verlassen. Heute gibt es kein Gebäude mehr in Meszniak, das nun zur Gmina Górowo Iławeckie (Landgemeinde Landsberg) im Powiat Bartoszycki (Kreis Bartenstein) gehört, von 1975 bis 1998 der Woiwodschaft Olsztyn, seither der Woiwodschaft Ermland-Masuren zugehörig.

## Religion
Bis 1945 war Louisenhof in das Kirchspiel der evangelischen Kirche Guttenfeld (polnisch Dobrzynka) in der Kirchenprovinz Ostpreußen der Kirche der Altpreußischen Union eingepfarrt.
Heute liegt Meszniak im Gebiet der Pfarrei Kandyty (Canditten) im römisch-katholischen Erzbistum Ermland.

## Verkehr
Meszniak liegt nördlich der Straße Górowo Iławeckie–Lelkowo und ist von Stega Mała aus direkt zu erreichen. Eine Bahnanbindung besteht nicht.